# 阿什維尼·巴特

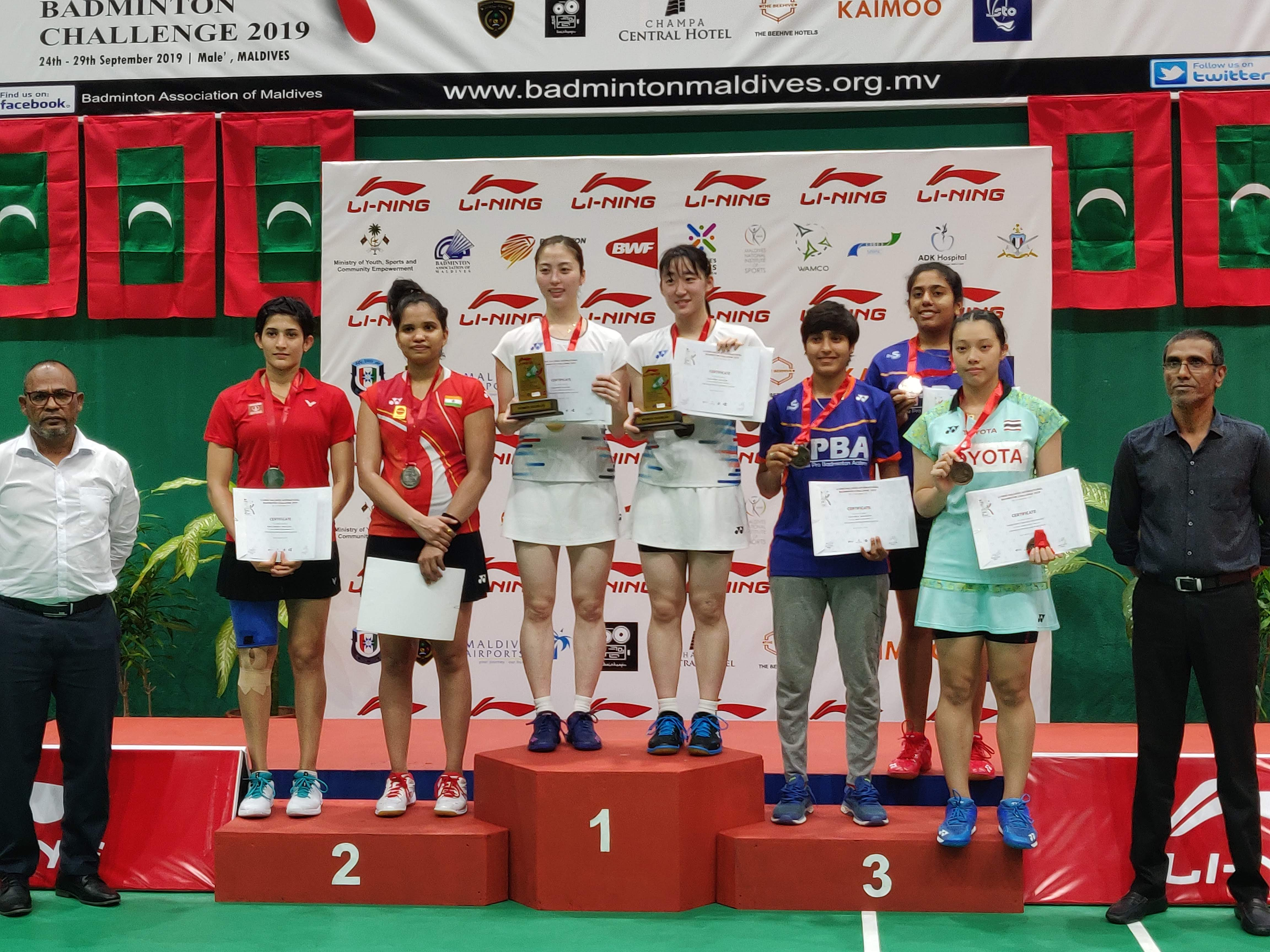
阿什維尼·巴特（右三）於2019年馬爾地夫國際挑戰賽頒獎典禮

阿什維尼·巴特（2000年1月10日—），印度女子羽毛球運動員。

## 簡歷
2007年，七歲的阿什維尼·巴特開始接觸羽毛球，後來在教練的建議下接受專業訓練。她在普拉卡什·帕都恭羽毛球學院訓練時是以雙打為主的選手，離開普拉卡什·帕都恭學院後曾兼項參加單打比賽。阿什維尼·巴特後來加入印度前國手傑格迪什·亞達夫開設的羽球學院，並在教練建議下與以單打為主的希卡·高塔姆組成搭檔，在2019年2月舉辦的全國錦標賽爆冷奪下女子雙打冠軍，兩人從此組成固定搭檔參加比賽，並在同一年於波蘭國際賽、馬爾代夫國際挑戰賽晉級女雙四強。
2022年3月，高塔姆／巴特在超級100級別的奧爾良大師賽首闖世界巡迴賽四強，最終以1比2（16-21、21-18、22-24）不敵德國組合斯泰恩·苏珊·库斯佩特／艾玛·莫斯辛斯基。10月，兩人在印度國際挑戰賽女雙決賽擊敗同樣來自印度的對手，奪得搭檔後國際賽首冠。

## 主要比賽成績
只列出曾進入準決賽的國際賽事成績：
| 年份   | 賽事                         | 公開賽級別 | 項目     | 搭檔          | 成績   |
| ------ | ---------------------------- | ---------- | -------- | ------------- | ------ |
| 2019年 | 波蘭羽毛球國際賽             | 國際系列賽 | 女子雙打 | 希卡·高塔姆   | 準決賽 |
| 2019年 | 馬爾代夫羽毛球國際挑戰賽     | 國際挑戰賽 | 女子雙打 | 希卡·高塔姆   | 準決賽 |
| 2019年 | 馬爾代夫羽毛球國際挑戰賽     | 國際挑戰賽 | 混合雙打 | 赛·普拉蒂克·K | 亞軍   |
| 2021年 | 印度羽毛球國際挑戰賽         | 國際挑戰賽 | 女子雙打 | 希卡·高塔姆   | 準決賽 |
| 2021年 | 愛爾蘭羽毛球公開賽           | 國際挑戰賽 | 女子雙打 | 希卡·高塔姆   | 準決賽 |
| 2022年 | 奧爾良羽毛球大師賽           | 超級100賽  | 女子雙打 | 希卡·高塔姆   | 準決賽 |
| 2022年 | 印度羽毛球國際挑戰賽         | 國際挑戰賽 | 女子雙打 | 希卡·高塔姆   | 冠軍   |
| 2023年 | 亞洲羽毛球混合團体錦標賽     | 其他       | 混合團体 | －            | 季軍   |
| 2023年 | 馬爾代夫羽毛球國際挑戰賽     | 國際挑戰賽 | 女子雙打 | 希卡·高塔姆   | 亞軍   |
| 2023年 | 毛里裘斯羽毛球國際賽         | 國際系列賽 | 女子雙打 | 希卡·高塔姆   | 準決賽 |
| 2023年 | 恰蒂斯加爾邦羽毛球國際挑戰賽 | 國際挑戰賽 | 女子雙打 | 希卡·高塔姆   | 亞軍   |
| 2024年 | 荷蘭羽毛球國際賽             | 國際系列賽 | 女子雙打 | 希卡·高塔姆   | 冠軍   |
| 2024年 | 奧迪沙羽毛球大師賽           | 超級100賽  | 女子雙打 | 希卡·高塔姆   | 準決賽 |

| 2018-2026年 | 總決賽 | 超級1000賽 | 超級750賽 | 超級500賽 | 超級300賽 | 超級100賽 | 國際挑戰賽 | 國際系列賽 | 未來系列賽 | 其他 |

### 奧運會和世錦賽參賽紀錄
|          | 搭檔        | 2022 | 2023 |
| -------- | ----------- | ---- | ---- |
| 女子雙打 | 希卡·高塔姆 | 32強 | 64強 |

## 外部連結
- 阿什維尼·巴特在BWFBadminton.com（英语）
- 阿什維尼·巴特在BWF.TournamentSoftware.com（英语）
- 阿什維尼·巴特在Flashscore（英语）